# حديقة زن

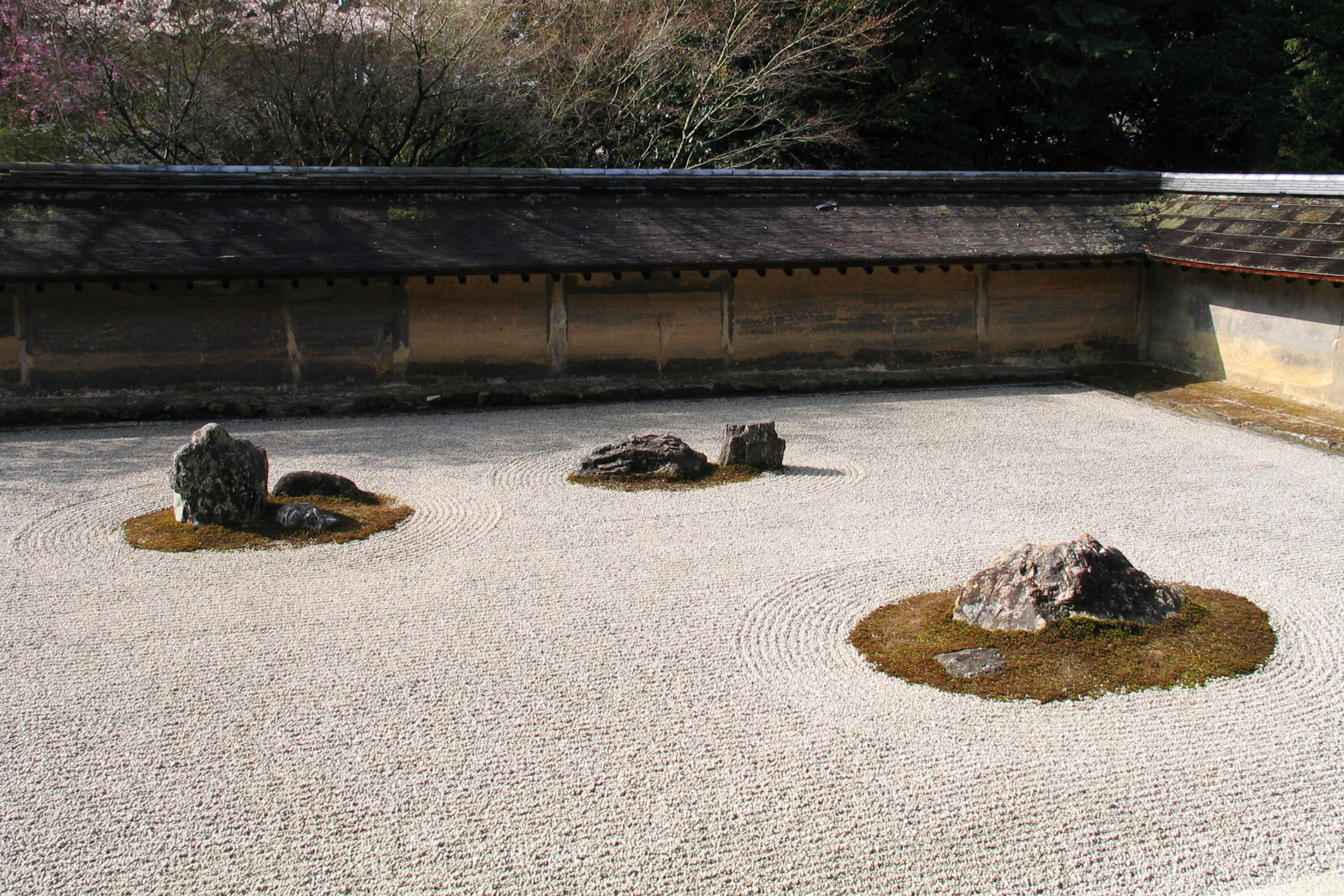
حديقة زن في ريوان-جي

حديقة زن، أحد أنواع حدائق كارسانوسي الحجرية اليابانية (枯山水)، في صندوق رمل غير عميق يحتوي على تراب وحصى وحجارة وأحيانا بعض العشب أو عناصر طبيعية أخرى. تستعمل هذه الحدائق في اليابان من قبل رهبان زن لغرض التأمل والتفكر.

## وصلات خارجية
- (بالإنجليزية) علم الأعصاب يكشف أسرار حدائق زن من مجلة nature ومن مصدر آخر للمقالة.
- (بالإنجليزية)الحدائق البوذية والفراغ المقدس.
- (بالإنجليزية) صور ومعلومات عن حدائق زن نسخة محفوظة 28 أبريل 2006 على موقع واي باك مشين.
- (بالإنجليزية) معرض صور لحدائق زن يابانية
- (بالإنجليزية) نقد لمصطلح «حديقة زن»
- (بالإنجليزية) تاريخ ومعنى بعض الحدائق اليابانية - مقالة من جامعة ستانفورد.